# Imatge real
En pel·lícules i vídeos, imatge real o acció real (en anglès: live action) és un terme utilitzat per a referir-se a treballs on actuen actors reals, a diferència del cinema d'animació.
El live action sol ser la norma en pel·lícules i video, pel que el concepte pot resultar superflu. No obstant això, és una distinció important en treballs on normalment s'esperaria una animació, com en pel·lícules animades, un videojoc, o on el treball és adaptat de dibuixos animats, com Els Picapedra o com sol ocórrer amb sèries de manga o anime dutes a la pantalla per actors reals. Un exemple de pel·lícules manga utilitzant live-action és Dragonball Evolution (2009), que és l'adaptació en imatge real de la sèrie de dibuixos animats Dragon Ball (1984-1995).
El terme és també utilitzat en el món de l'animació per a referir-se a personatges que no són dibuixos. Com per exemple, la pel·lícula Qui ha enredat en Roger Rabbit? on humans i dibuixos coexistien, els personatges live action són els actors "reals" com Bob Hoskins, a diferència dels "actors" animats, com el mateix Roger Rabbit.
En els jocs de rol, live-action es refereix a jocs en on els jugadors interpreten físicament a un personatge, com en una producció teatral, a diferència d'asseure's al voltant d'un tauler i simplement descriure les accions que els seus personatges prenen.

## Història
Una de les primeres incorporacions de la live-action al món de l'animació la va fer Walt Disney el 1923, amb els episodis de Alice's Wonderland, on es barrejava l'actuació d'actors i actrius reals amb el món animat corresponent a Wonderland. Aquesta va suposar un dels primers triomfs de Disney, i es van arribar a crear 50 episodis més després del primer, que havia estat revolucionari per la indústria de l'animació.
També, durant la popularitat de les pel·lícules mudes del 1920 al 1930, els populars dibuixos animats de Max Fleischer incloïen sèries on els protagonista (Koko the Clown, 1924) interactuava amb la realitat, per exemple fent un torneig de boxe amb un gat real.
A més, moltes pel·lícules anteriors combinaven live-action amb animacions d'stop motion utilitzant la retroprojecció, com Willis O'Brien i Ray Harryhausen als Estats Units o Aleksandr Ptushko, Karel Zeman i més recentment Jan Svankmajer a l'est d'Europa. El primer llargmetratge on es va aplicar això va ser El món perdut de 1925, seguidament, al 1935 es va fer la pel·lícula The New Gulliver, on l'únic personatge el qual no era animat era el mateix Gulliver.
I quan es va incorporar el so al cinema, els dibuixos animats de la Warner Bros You Ought to Be in Pictures, dirigits per Friz Freleng, van ser els predecessors del Rogger Rabbit, que va ser estrenat el 1940. La seqüència animada del 1945 de la pel·lícula Anchors Aweight, on Gene Kelly balla amb l'animat ratolí Jerry, és una de les escenes més famoses de l'actor.
El 1970, Chuck Jones també aplicaria la live-action barrejant un món animat amb el món real a la pel·lícula The Phantom Tollbooth.
Walt Disney, l'any 1971, torna a utilitzar la live-action a la comèdia musical Bedknobs and broomsticks, protagonitzada per Angela Lansbury, que recordaria a la història de Mary Poppins i que introduiria elements animats per simular els efectes màgics en un món aparentment real.
Una de les live-actions modernes més famoses és la de Scooby Doo, de 2002, que introdueix un gos, Scooby, com a personatge animat envoltat d'humans interpretats per actors i actrius reals.
Actualment, la live-action ha evolucionat considerablement, fins a contribuir en pel·lícules espectaculars en relació als efectes especials, com la pel·lícula de ciència-ficció The Congress Official (2014), protagonitzada per l'actriu Robin Wright, en què es fa un ús molt efectiu de l'animació 2D.

## Desenvolupament del Live-action al cinema de Disney
Durant dècades, Walt Disney Animation Studios ha experimentat amb la tècnica del live-action, on barreja elements reals amb personatges animats, en moltes pel·lícules. Aquestes es consideren les primeres en aplicar aquest mecanisme.
Als Tres Cavallers (1945), hi apareixen escenes on l'ànec Donald balla amb diversos ballarins Llatinoamericans. A més, de l'escena on Aurora Miranda (germana de Carmen Miranda), li fa a Donald un petó.
Al 1946, a la producció Song of the South, s'hi pot veure a l'Oncle Remus cantant "Zip-a-Dee-Doo-Dah" en un camp animat i on s'hi expliquen històries del conill Brer amb seqüències animades. També se'l pot veure a Dear to My Heart (1949).
La pel·lícula Mary Poppins de 1964 és una de les millors pel·lícules conegudes que han utilitzat live-action. En ella s'hi pot veure com Dick Van Dyke i Julie Andrews, com molts altres actors, viatgen en un país on els espais i els personatges són dibuixos animats. Una de les escenes més conegudes és el número improvisat de Van Dyke, quan el personatge balla amb uns pingüins mentre Andrews els mira somrient. Aquesta escena musical on les imatges reals i l'animació es combinen té una duració de 17 minuts.
Una altra pel·lícula és Bedknobs and Broomsticks (1971) on s'utilitza live-action i seqüències animades on Angela Lansbury i David Tomlinson ballen junts en una "discoteca sota l'aigua" (underwater nightclub), quan Tomlinson ha de suportar la pitjor part de l'agressivitat i l'antropomorfisme dels jugadors de soccer, que són animals, durant l'últim quart.
Inspirat amb la pel·lícula sueca Dunderklumpen! (1974), Walt Disney experimenta amb la pel·lícula Pete's Dragon (1977) i fa tot el contrari dels seus predecessors, tornant a ubicar el drac animat, Elliot, en un entorn d'acció en viu. La pel·lícula va ser ben rebuda pels crítics i és considerada una de les produccions més experimentals amb el gènere animat i del live-action de Disney.
Who framed Roger Rabbit (1988) de Disney i Amblin Entertainment trenca amb la manera de fer live-action anterior generant imatges pels ordinadors avançats, que fan que les imatges i els retrats siguin més reals, amb la interacció dels personatges animats i els actors reals. Els moments més memorables inclouen el duo de piano entre l'ànec Donald i el seu rival dels Looney Tunes, l'ànec Daffy, l'entrada del conill Jessica, el Bugs Bunny i el Mickey Mouse a la mateixa escena i el Bob Hoskins emmanillat al personatge del títol.
Durant l'època del Renaixement de Diney (a partir del film de The little Mermaid al 1989 i tota la dècada dels 90) trobem que no hi ha cap live-action. No és fins a l'actualitat, arribat el segle XXI que tornem a trobar aquest tipus de films. No obstant, no són pel·lícules concebudes com a films reals des del seu inici, sinó que són versions en live-action de les pel·lícules d'animació de la pròpia Disney que han tingut més èxit. És per això que recentment s'han produït live-actions de pel·lícules com 101 Dàlmates, Alicia al País de les Maravelles, El llibre de la Selva i La Ventafocs. També ha experimentat en la creació live-action de la història de la protagonista malvada del film d'animació La Bella Dorment, produint la pel·lícula Malèfica.
Al 2017 Diney ha creat un dels live-action amb més èxit fins a l'actualitat: La Bella i la Bèstia. Amb l'Emma Watson com a protagonista femenina i recollint les cançons originals, la pel·lícula estrenada el 17 de març va ser un dels èxits de taquilla de la temporada.
Podríem afirmar que la trajectòria de Disney s'enfoca cap a aquest tipus de remakes, ja que està programada pel 2019 la creació del live-action de la pel·lícula Dumbo, dirigida per Tim Burton, i també en un futur més incert, el mateix tipus de producció per Mulan, Aladdin i The Lion King. Aquesta estratègia per part de la productora té l'objectiu de captar un públic nou però, alhora, fer reviure als adults les seves pel·lícules d'infantesa, captant un taget més ampli.

## Les adaptacions Live-action dels mangues i animes
Per norma general, les adaptacions live-action de mangues i animes se solen rodar amb rapidesa per aprofitar la popularitat de la font d'origen i es prioritza aquesta rapidesa a la calitat. Això no impedeix que no hi hagi alguns live-actions que siguin excel·lents tot i no seguir de forma cent per cent fidel la trama del manga o anime.
Osamu Tezuka, el pare del manga, ja va crear una adaptació live-action d'Astro Boy, el seu manga, que fou emesa el 1959. El propi Tezuka es penedí d'haver-ho creat. Koushun Tamaki va escriure la novela Battle Royale, que es va adaptar en un film real del mateix títol. De la mateixa manera podem trobar l'adaptació del manga Gantz, d'Oku Hiroya o la del manga Rurouni Kenshin escit i il·lustrat per Nobuhiro Watsuki.
Una de les adaptacions d'aquest tipus que ha causat més controversia recentment ha estat el live-action del manga i anime Death Note, produïda per Netflix. Aquest darrer 2017 també s'han produït els live-actions dels mangues i animes Ghost in the Shell, Fullmetal Alchemist i Gintama, i s'ha anunciat la futura creació de pel·lícula de live-action de Saint Seiya.
Són molts els animes i mangues que s'han passat a la seva versió en live-action, i per l'auge que estan tenint aquest tipus de produccions, el més possible és que en un futur augmentin.

## El creixement continu de les pel·lícules de Live-action
El director de cinema i animador Ralph Bakshi va combinar el live-action amb l'animació tradicional el 1973 a Heavy Traffic, Coonskin (1975), conegut a altres països com a "Street fight" i Cool World (1992) menys rebuda a causa del caràcter de la història. A més, el 1978 va adaptar el clàssic de J. R. R. Tolkien El senyor del anells on va utilitzar l'estratègia de combinar l'animació tradicional amb la retoscòpia d'escenes d'acció en viu. Això va generar que algunes de les escenes presentessin un aspecte tridimensional, aspecte que era del tot únic en comparació amb altres pel·lícules anteriors d'animació.
Amb l'èxit tecnològic i comercial que van tenir Who Framed Roger Rabbit i Space Jam, un gran nombre de pel·lícules animades i de live-action van ser seguides per altres estudis, incloses Cool World i Looney Tunes: De nou en acció, encara que cap d'elles va tenir el mateix èxit com les primeres.
El 2014 a Els guardians de la galàxia on hi havia Josh Brolin, es van comprometre a realitzar la captura en moviment de Thanos, però al final no va aparèixer. Així doncs, al 2015 es creu que va tornar a dur a terme de nou la captura de moviment per aparèixer com a Thanos a Avengers: Age of Ultron en una escena post-crèdits.
La combinació del live-action i l'animació és un aspecte molt comú als anuncis de TV i als programes d'entreteniment, especialment aquells que promocionen productes per a nens.